# Centropyge shepardi
Centropyge shepardi är en fiskart som beskrevs av Randall och Yasuda, 1979. Centropyge shepardi ingår i släktet Centropyge och familjen Pomacanthidae. IUCN kategoriserar arten globalt som livskraftig. Inga underarter finns listade i Catalogue of Life.